# Pfarrkirche Sankt Magdalena am Lemberg

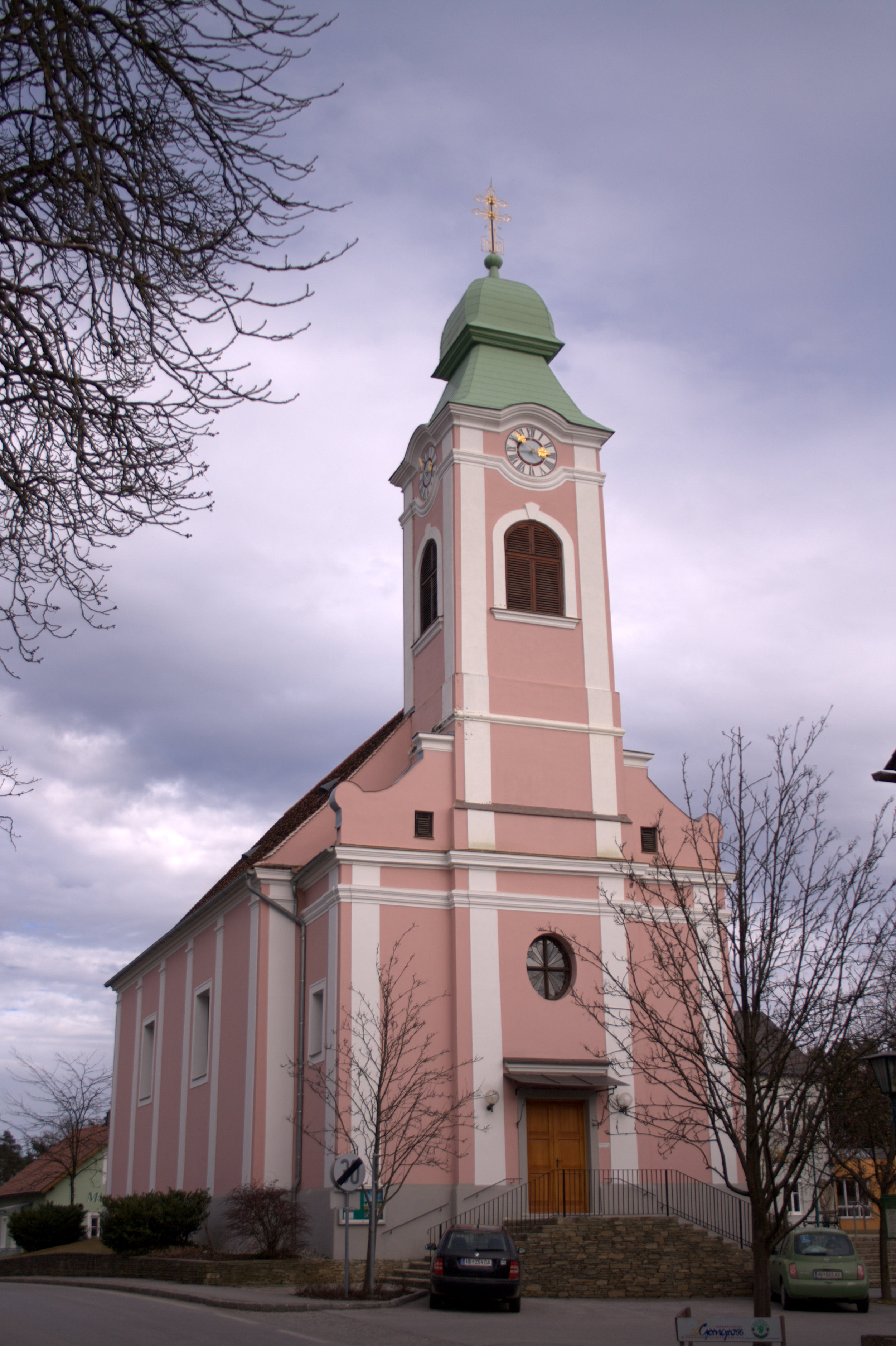
Pfarrkirche hl. Maria Magdalena

Die römisch-katholische Pfarrkirche Sankt Magdalena am Lemberg steht im Kirchort Lemberg in der ehemaligen Gemeinde Sankt Magdalena am Lemberg in der Gemeinde Buch-St. Magdalena in der Steiermark. Die Pfarrkirche hl. Magdalena gehört zum Dekanat Hartberg in der Diözese Graz-Seckau. Die Kirche steht unter Denkmalschutz (Listeneintrag).

## Geschichte
Die Kirche wurde in den Jahren 1787/1788 an der Stelle einer Kottulinskyschen Jagdkapelle vom Baumeister Leopold Ainspinner erbaut.

## Architektur
Die Kirche steht am Lemberg an der Wasserscheide zwischen Lafnitz und Safen. Die Kirche mit einer umlaufenden Pilastergliederung hat im Westen eine Einturmfassade mit einem leicht vortretenden Mittelteil. An das Langhaus mit einer Flachdecke auf einer flachen Pilastergliederung mit Gurten schließt ein zweijochiger eingezogener Chor mit Fünfachtelschluss an. Die dreiachsige Musikempore steht auf Pfeilern.

## Ausstattung

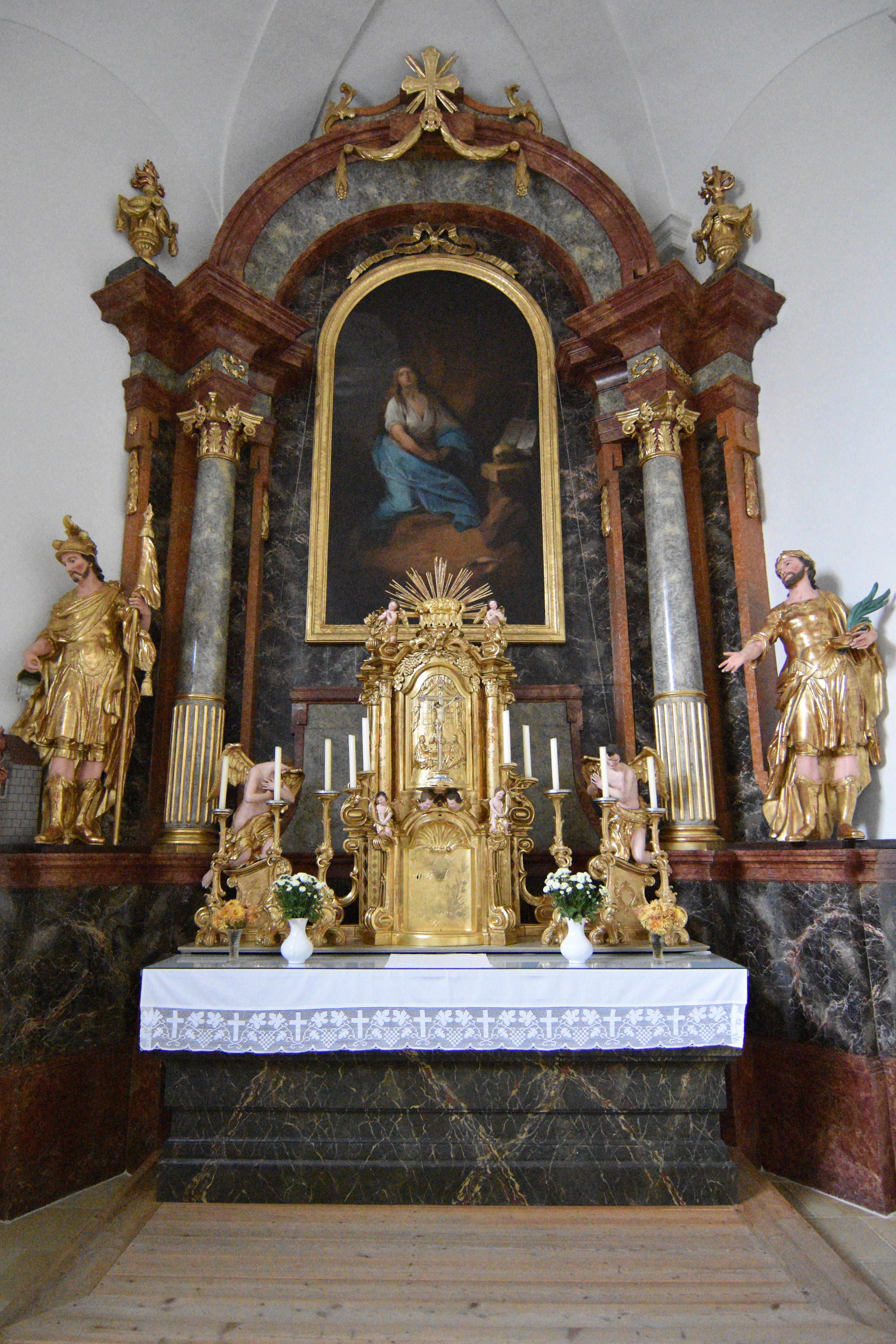
Der Hochaltar

Der klassizistische Hochaltar zeigt das Altarbild hl. Magdalena vom Maler Anton Jantl (1797). Die einfache Kanzel ist aus dem Ende des 18. Jahrhunderts. Die zwei Seitenaltäre sind aus dem 1. Viertel des 18. Jahrhunderts. Das Bild vom Patritiusaltar zeigt die Jahresangabe 1719. Das Bild Krönung Mariens malte Johann Cyriak Hackhofer. Die spätbarocken Kreuzwegbilder aus dem 4. Viertel des 18. Jahrhunderts malte A. Koch.
Die Orgel baute Franz Xaver Schwarz (1789).